# Enhanced Parallel Port

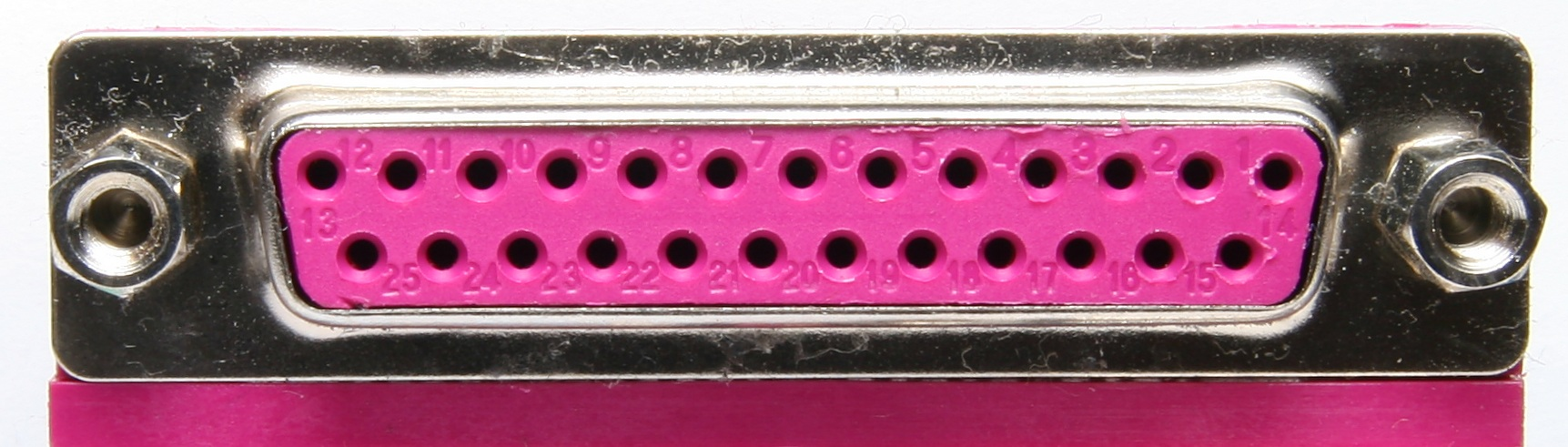
Parallele Schnittstelle einer ATX-Hauptplatine (25-Pol D-Sub Buchse)

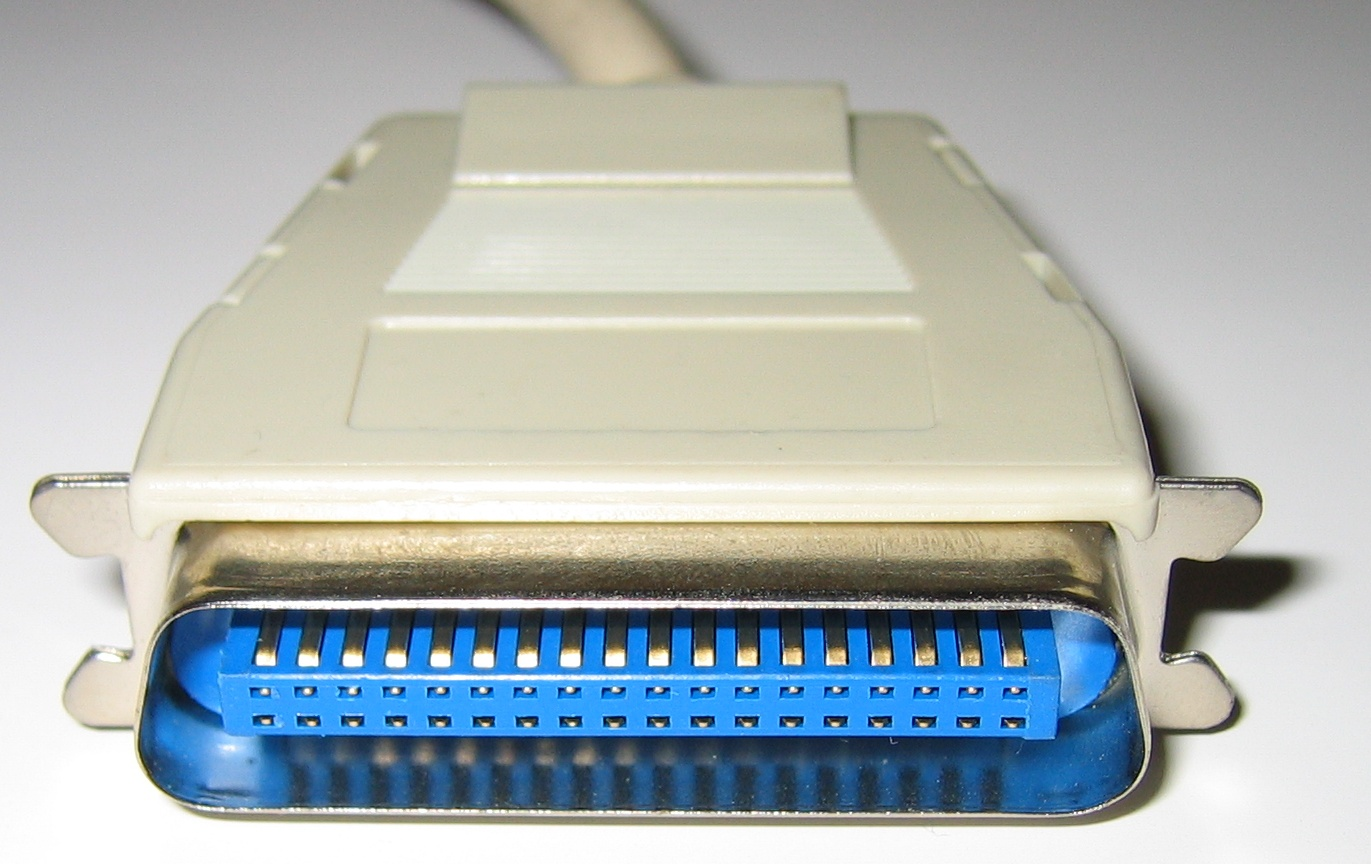
Centronics-Stecker

Enhanced Parallel Port (EPP) ist ein Modus einer parallelen Schnittstelle eines Computers.
Die Spezifikationen stammen von Intel, Xircom und Zenith Data Systems. EPP verwendet bidirektionale Datenübertragung und kann Geschwindigkeiten von bis zu 2 Megabyte/s erreichen. EPP verwendet man vor allem für Netzwerkadapter, externe Datenträger und zum Anschluss von Druckern.
Die externen Geräte können durch zwei verschiedene Steckerarten mit dem PC verbunden werden:
- 25-poliger D-Sub-Stecker
- Centronics-Stecker